# Helmut Heinze (Richter)
Helmut Heinze (* 13. Januar 1917 in Döbeln; † 28. Oktober 2007) war ein deutscher Richter.
Heinze legte 1948 seine erste juristische Staatsprüfung in Leipzig ab, der 1952 die zweite juristische Staatsprüfung in Ost-Berlin folgte. Von 1955 bis 1957 war er am Sozialgericht Berlin tätig. Danach wechselte er zum Landessozialgericht Berlin. 1960 wurde er dort Senatspräsident und 1969 Vizepräsident des Gerichts.
1972 wechselte er dann zum Bundessozialgericht und wurde 1980 Vorsitzender Richter des 4. Senats, der für Angelegenheiten der Arbeiterrentenversicherung zuständig ist. Ende Januar 1985 trat Heinze in den Ruhestand.
Heinze starb im Alter von 90 Jahren und wurde auf dem Leipziger Nordfriedhof beerdigt.

## Ehrungen
- 1987: Großes Verdienstkreuz der Bundesrepublik Deutschland